# الوطنية الاشتراكية
الوطنية الاشتراكية شكل من أشكال الوطنية تروج لها الحركات الماركسية اللينينية. تشجع الوطنية الاشتراكية كل من يسكن البلدان الماركسية اللينينية على تبني «حب غير محدود للوطن الاشتراكي، وحالة من الالتزام بالتحول الثوري للمجتمع، والقضية الشيوعية». يدعي الماركسيون اللينينيون أن الوطنية الاشتراكية غير مرتبطة بالقومية، إذ يندد كل من الماركسيين والماركسيين اللينينيين بالقومية باعتبارها أيدولوجيا برجوازية تطورت في ظل الرأسمالية التي تجعل من العمال أندادًا لبعضهم البعض. عادة ما يدافع منظرو الأممية البروليتارية عن الوطنية الاشتراكية، إذ تعتبر الأحزاب الشيوعية هذين المفهومين متوافقين مع بعضهما البعض. نسب الكتاب السوفييت هذا المفهوم إلى كل من كارل ماركس وفلاديمير لينين.
ميز لينين الوطنية، التي وصفها بالوطنية الاشتراكية البروليتارية، عن النزعة القومية البرجوازية، كما أنه روج لحق جميع الأمم في تقرير مصيرها ولحق جميع العمال في التوحد داخل الأمم. بالمقابل، أدان لينين الشوفينية، وبرر وجود بعض مشاعر الفخر الوطني ورفض بعضها الآخر. آمن لينين بحق الأمم التي تخضع لحكم إمبراطوري في السعي لتحقيق التحرر الوطني من الحكم الإمبراطوري.

## متغيرات البلدان

### الاتحاد السوفيتي
في بادئ الأمر، تبنت جمهورية روسيا الاتحادية الاشتراكية السوفيتية، والاتحاد السوفيتي في أولى سنواته، فكرة الأممية البروليتارية كبديل عن القومية التي يبنى عليها الفكر الوطني. بعد عجز الثورات الاشتراكية عن إبطال الرأسمالية والحدود القومية. روج جوزيف ستالين للوطنية الاشتراكية من خلال اتباع نظرية «الاشتراكية في بلد واحد».
من المفترض للوطنية أن تخدم المصلحة الوطنية من جهة والمصلحة الاشتراكية الدولية من جهة أخرى. خلال عمله على نشر الوطنية الاشتراكية على مستوى الاتحاد السوفيتي، قمع ستالين المشاعر القومية في 15 جمهورية من جمهوريات الاتحاد السوفيتي. مع ذلك، غلب على الوطنية السوفيتية عمليًا، ووفقًا لبعض الأكاديميين، طابع قومي روسي.

### الصين

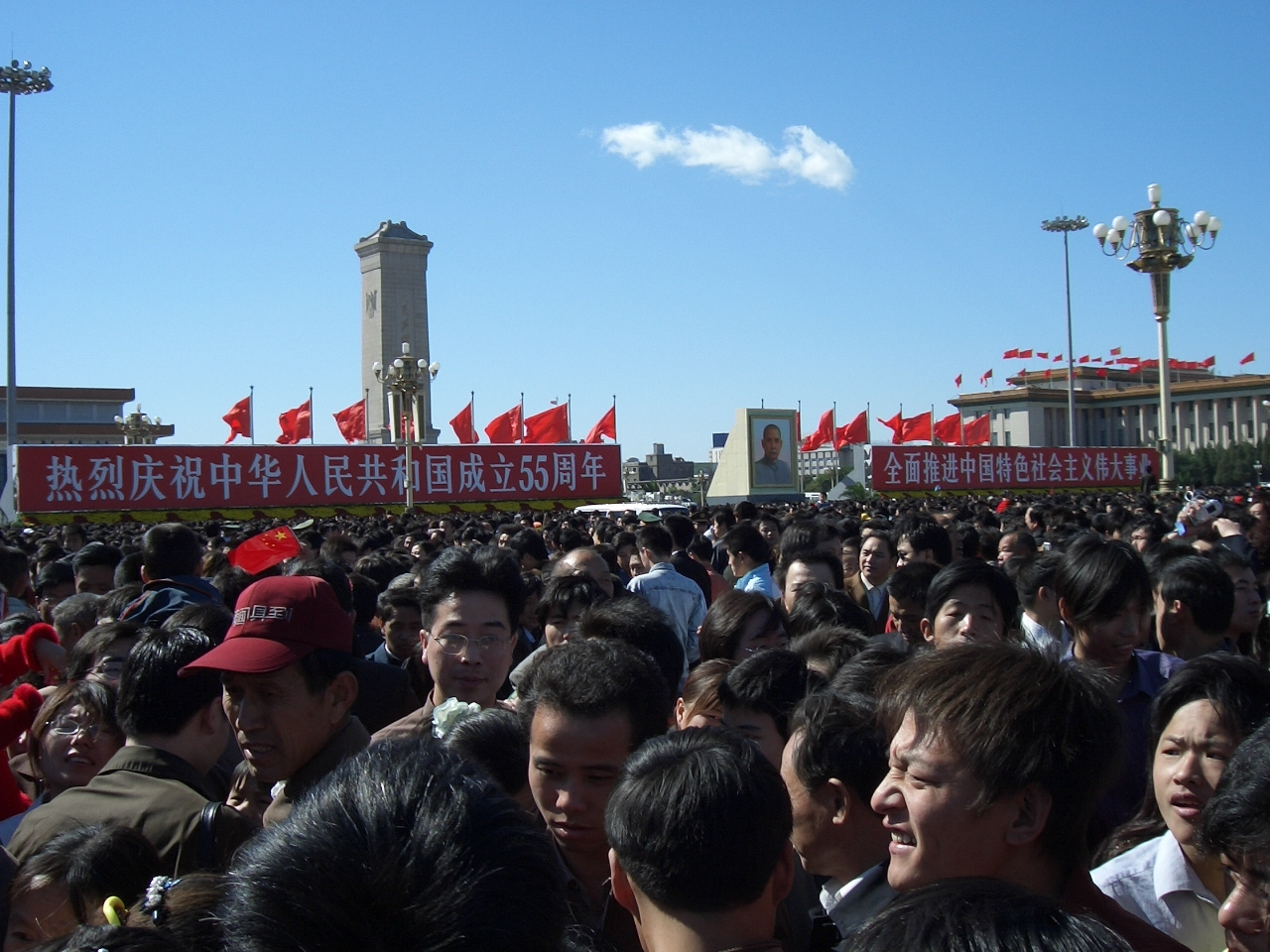
احتفالات العيد الوطني في ساحة تيان آن من ببكين عام 2004.

ينادي الحزب الشيوعي الصيني، والحكومة في الصين، بالوطنية الاشتراكية. يصف الحزب الشيوعي الصيني السياسة الوطنية الاشتراكية كما يلي: «للوطنية الاشتراكية ثلاثة مستويات، يتمثل أولها بضرورة أن يضع الأفراد مصالح الدولة قبل مصالحهم الشخصية، أما ثانيها فيتمثل بوجوب أن يُخضع الأفراد مصيرهم الشخصي لمصير نظامنا الاشتراكي، ويجب على الأفراد في المستوى الثالث أن يخضعوا مستقبلهم الشخصي لمستقبل قضيتنا الشيوعية». تصور جمهورية الصين الشعبية الحكومة الشيوعية على أنها تجسيد لإرادة الشعب الصيني. تحدث ماو تسي تونغ عن أمة صينية، لكنه حدد الصينيين بأنهم أمة مدنية تتكون من مجموعات عرقية متعددة، وأدان صراحة النزعة العرقية الخاصة بجماعة هان الصينية، التي أطلق عليها اسم الشوفينية الهانية وادعى أنها أصبحت واسعة الانتشار في الصين. يصف الدستور الصيني الصين بأنها مجتمع متعدد الأعراق، وأن الدولة تعارض الشوفينية القومية، وشوفينية شعب الهان على وجه الخصوص.
هل من الممكن للشيوعي، الأممي، أن يكون وطنيًا أيضًا؟ نؤمن بوجوب أن يكون كذلك، لا أن يمتلك هذا الخيار فقط. يحدد المضمون الخاص بالوطنية من خلال الظروف التاريخية. مقابل «وطنية» المعتدين اليابانيين وهتلر، هناك وطنيتنا. يتوجب على الشيوعيين أن يعارضوا بحزم «وطنية» المعتدين اليابانيين وهتلر. يتسم الشيوعيون في اليابان وألمانيا بالانهزامية عندما يتعلق الأمر بالحروب التي تشنها بلدانهم. يصب إلحاق الهزيمة بالمعتدين اليابانيين وبهتلر، من خلال الاستعانة بجميع الوسائل الممكنة، في مصلحة الشعبين الياباني والألماني، وكلما اقتربت الهزيمة من الكمال كلما كان ذلك أفضل، لأن الحروب التي شنها المعتدون اليابانيون وهتلر أضرت بالناس داخل أوطانهم وبشعوب العالم على حد سواء.

ماو تسي تونغ، في كتابه دور الحزب الشيوعي الصيني في الحرب الوطنية، أكتوبر 1938. 